# Stanisław Gas
Stanisław Gas ps. Modrzew (ur. w Proszowicach, zm. w okolicach Proszowic) – polski wojskowy, porucznik Armii Krajowej, dowódca plutonu w Kompanii Szturmowej „Dominika” wchodzącej w skład Samodzielnego Batalionu Szturmowego 106 Dywizji Piechoty AK.

## Akcje zbrojne
- Dnia 28 lipca 1944 roku Kompania Szturmowa „Dominika”, w której skład wchodził pluton Stanisława Gasa a którą dowodził Jerzy Biechoński (żołnierz), opanowała Proszowice przyłączając je do Republiki Pińczowskiej[1]
- Stanisław Gas dowodził udaną zasadzką na żandarmów niemieckich w Czechach niedaleko Proszowic dnia 27 lipca 1944 roku[2]

## Okoliczności śmierci
Stanisław Gas został skrytobójczo zamordowany w 1947 roku przez komunistów. Jego zwłoki znalazły dzieci bawiące się nad rzeką Szreniawą.

## Upamiętnienie
Na cmentarzu w Proszowicach znajduje się grób Stanisława Gasa. Ponadto co roku w Proszowicach odbywa się marsz pamięci żołnierzy walczących z wrogiem w czasie istnienia tzw. Republiki Pińczowskiej.